# قاعة الشعب (طرابلس)

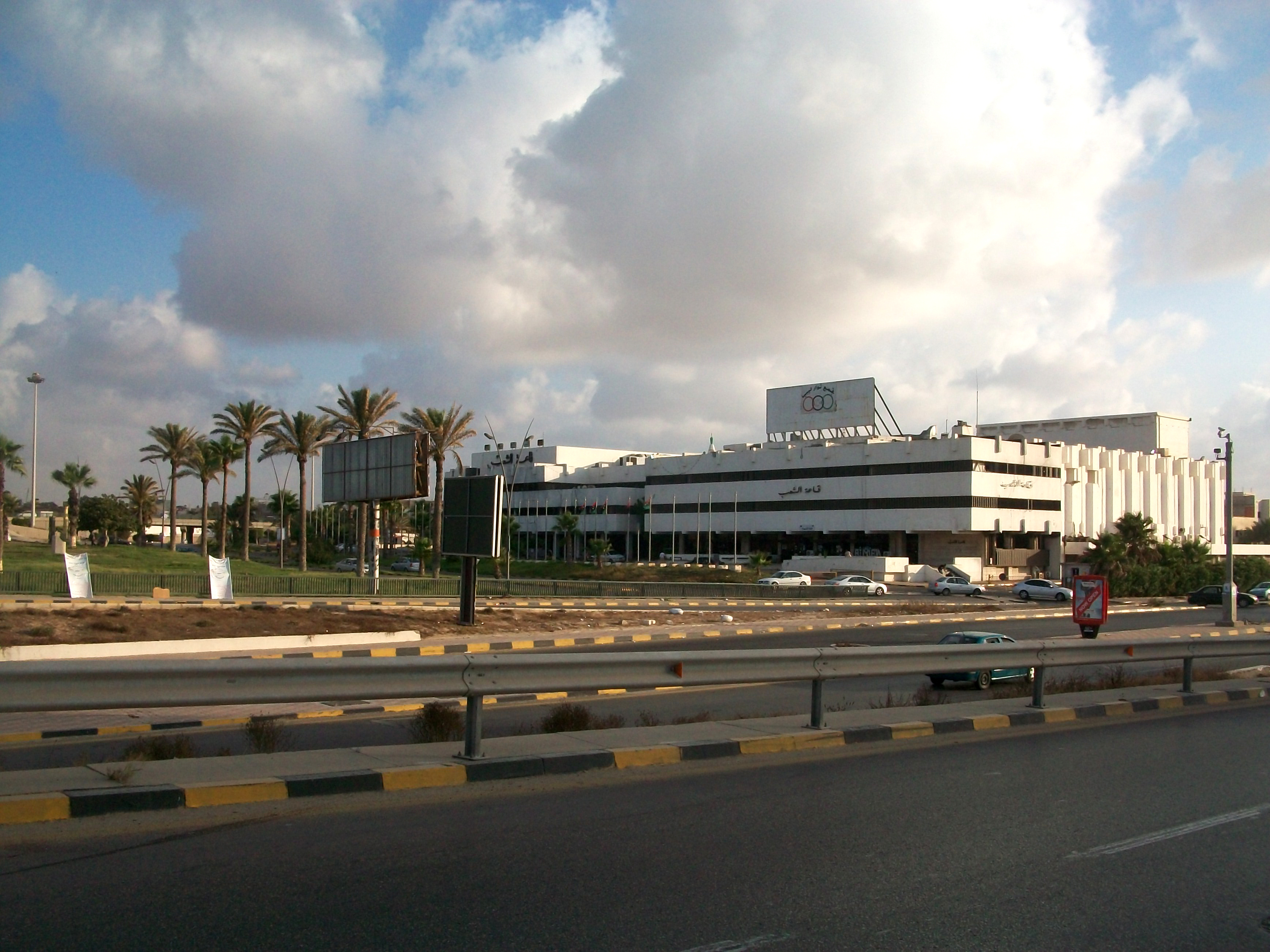
قاعة الشعب طرابلس

قاعة الشعب في طرابلس هي قاعة مؤتمرات حكومية ضخمة في طرابلس، ليبيا تأسست في أواخر سبعينيات القرن العشرين. وكانت مخصصة لانعقاد اجتماعات ما كان يعرف بـمؤتمر الشعب العام حين كان ينعقد في المدينة.
إبان ثورة 17 فبراير قام محتجون بإحراق القاعة يوم الإثنين 21 فبراير قبل أن تهرع قوات المطافئ لإخماد الحريق. وكانت موجة إضرام نيران عصفت إلى جانب قاعة الشعب بمبنى وزارة الداخلية وعدة مراكز للشرطة والدوائر الحكومية. بينها مبنى وزارة العدل في ميدان الشهداء ومقر شعبية طرابلس.